# Carl Klose
Carl Otto Klose, ameriški veslač, * 5. december 1891, Cochecton, New York, ZDA, † 15. januar 1988, Toms River, New Jersey, ZDA.
Klose je za ZDA nastopil na Poletnih olimpijskih igrah 1920 v Antwerpnu, kjer je v četvercu s krmarjem osvojil srebrno medaljo.